# Lengyel felkelés az Orosz Birodalom ellen 1830–1831-ben

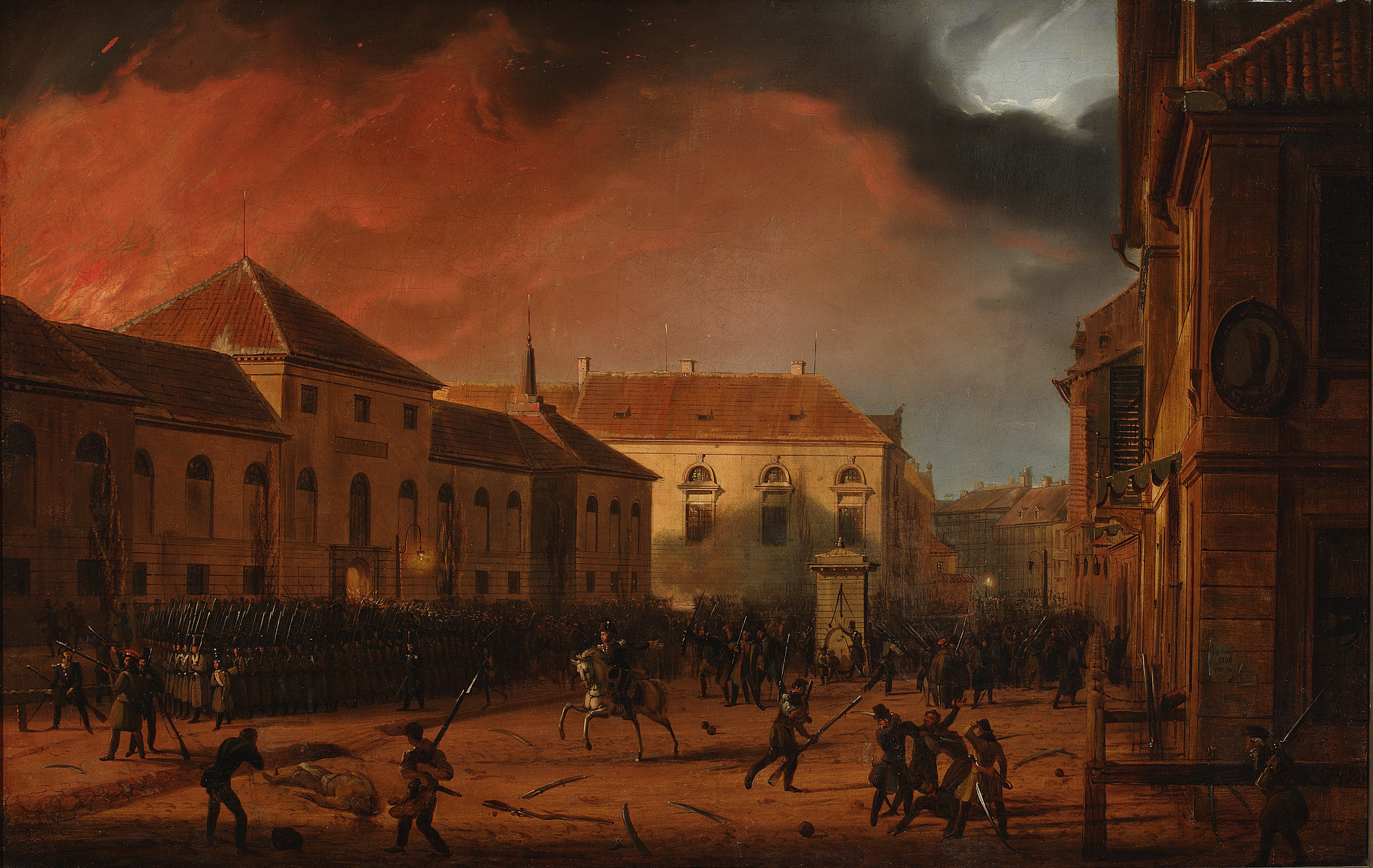
A varsói arzenál bevétele (Marcin Zaleski festménye)

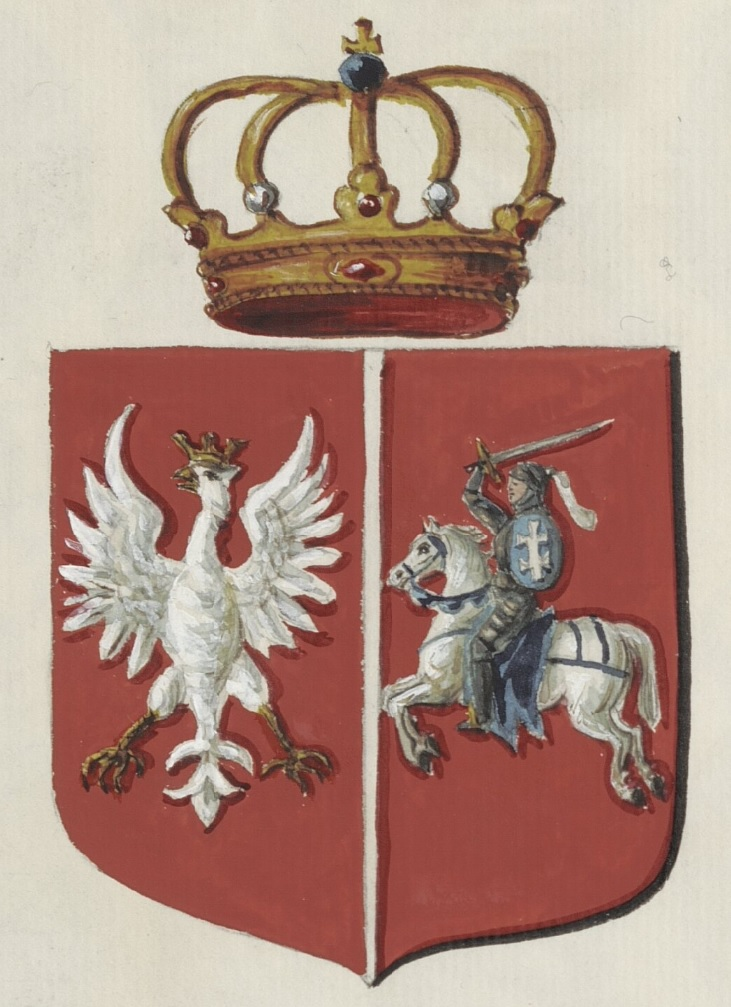

A novemberi felkelés (1830–1831) fegyveres felkelés volt a felosztott Lengyelországban az Orosz Birodalom ellen. 1830. november 29-én kezdődött Varsóban, amikor a Kongresszusi Lengyelország katonai akadémiájának fiatal tisztjei Piotr Wysocki vezetésével fellázadtak. Hamarosan a lengyel társadalom széles rétegei csatlakoztak hozzájuk, és a felkelés átterjedt, Nyugat-Fehéroroszországra jobb parti Ukrajna és a mai  Litvánia területeire is. Néhány helyi siker ellenére az Ivan Paszkevics vezette, számbeli fölényben lévő orosz birodalmi hadsereg leverte a felkelést. I. Miklós cár a Kongresszusi Lengyelországot az Orosz Birodalom integráns részének nyilvánította, Varsó és Vilna egyetemét pedig bezáratta.
A felkelés bukása után a nagy emigráció (Wielka Emigracja) keretében 50 000 katona, értelmiségi, nemes és más ember menekült el Lengyelország oroszok által megszállt területeiről. Mintegy 5000 ember később Franciaországban és Nyugat-Európa más országaiban véglegesen letelepült. A felkelés számos veteránja harcolt később az 1848–49-es magyar forradalom és szabadságharc honvédseregében, mint Bem József.

## Fordítás
- Ez a szócikk részben vagy egészben a November Uprising című angol Wikipédia-szócikk ezen változatának fordításán alapul.  Az eredeti cikk szerkesztőit annak laptörténete sorolja fel. Ez a jelzés csupán a megfogalmazás eredetét és a szerzői jogokat jelzi, nem szolgál a cikkben szereplő információk forrásmegjelöléseként.